# 28 ноември
28 ноември е 332-рият ден в годината според григорианския календар (333-ти през високосна). Остават 33 дни до края на годината.

## Събития
- 1414 г. – Чешкият религиозен реформист Ян Хус е арестуван от Инквизицията, една година по-късно е осъден на смърт като еретик и е изгорен на клада.
- 1520 г. – Експедицията на Фернандо Магелан преминава Магелановия проток и навлиза в южно море, което нарича Тихи океан.
- 1729 г. – В Луизиана (САЩ) се стига до кръвопролитие – местните индианци избиват над 200 бели заселници.
- 1821 г. – Панама обявява независимост от Испания и се присъединява към Велика Колумбия.
- 1843 г. – Хавайските острови получават независимост в резултат на договор между Англия и Франция.
- 1878 г. – Българското книжовно дружество прекратява дейността си в Браила и решава да се пренесе в София.
- 1878 г. – В София е създадена Публична библиотека, която по-късно прераства в Народна библиотека Св. св. Кирил и Методий.
- 1880 г. – Княз Александър Батенберг назначава ново правителство с премиер Петко Каравелов.
- 1885 г. – Обсадата на Видин по време на Сръбско-българската война завършва с успех за българите, които отбиват всички пристъпи на сръбската армия.
- 1885 г. – Сръбско-българска война: След убедителната българска победа при Пирот, Сръбската армия е изправена пред пълен разгром. Българската армия се готви да атакува Ниш, но пълномощния министър на Австро-Унгария в Белград граф Кевенхюлер пристига в Главната квартира на Българската армия в Пирот и настоява пред българския княз Александър I Батенберг да се прекрати по-нататъшно настъпление, заплашвайки с намесата на австро-унгарските войски в конфликта. Българският владетел е принуден да приеме.
- 1890 г. – В Илинойс (САЩ) се провежда първообраз на съвременното автомобилно рали.
- 1893 г. – В Нова Зеландия за първи път е упражнено правото на жените да гласуват в избори.
- 1905 г. – Ирландския националист Артър Грифит основава политическата партия Шин Фейн, чиято цел е независимостта на Ирландия.
- 1912 г. – Албания обявява независимостта си от Османската империя с Декларацията от Вльора.
- 1916 г. – Първата световна война: Германия извършва нападение над Лондон със самолет.
- 1918 г. – Съставено е ширококоалиционно правителство на България, начело с Теодор Теодоров.
- 1919 г. – В Англия е избрана първата жена-депутат – лейди Астор.

- 1943 г. – Втората световна война: В Техеран започва срещата на държавните ръководители от Антихитлеристката коалиция – Франклин Рузвелт, Уинстън Чърчил и Йосиф Сталин.
- 1944 г. – Втората световна война: Японският авионосец Шинамо е потопен от американска подводница – загиват 1435 души.
- 1948 г. – В САЩ започва продажбата на фотоапарата Полароид.
- 1958 г. – Чад, Габон, Мавритания и Република Конго стават автономни републики в рамките на Френската общност.
- 1960 г. – Мавритания обявява национална независимост от Франция.
- 1966 г. – Държавата Бурунди е обявена за република.
- 1967г- Леон Мба е изместен като президент на Габон.
- 1970 г. – Йорданският премиер Васфи ал Тал става жертва на атентат в Кайро.
- 1974 г. – Провежда се последният концерт на Джон Ленън.
- 1975 г. – След двумесечна гражданска война в Индонезия, Източен Тимор се отцепва и обявява независимост; реална независимост държавата постига през 2002 г.
- 1979 г. – Полет 901 на „Еър Ню Зеланд“, DC-10 за разглеждане на забележителности над Антарктика, се разбива в планината Еребус иубива всички 257 души на борда.
- 1987 г. – Полет 295 на „Саут Африкан Еъруейс“ се разбива в Индийския океан и убива всички 159 души на борда.
- 1989 г. – Студената война: Нежната революция – виждайки нарастващите улични протести, комунистическата партия на Чехословакия обявява, че ще предаде монопола си върху политическата власт.
- 1989 г. – Канцлерът на Германия Хелмут Кол представя програма от 10 пункта за обединяване на двете Германии.
- 1994 г. – При референдум гражданите на Норвегия отхвърлят членството на страната в Европейския съюз.
- 2006 г. – Провежда се първият уеб видеочат с космоса.
- 2016 г. – При самолетна катастрофа в Колумбия загиват почти всички футболисти на бразилския отбор Шапекоензе.

## Родени
- 1118 г. – Мануил I Комнин, византийски император († 1180 г.)
- 1498 г. – Маргарет Тюдор, кралица на Шотландия († 1541 г.)
- 1628 г. – Джон Бъниън, английски писател († 1688 г.)
- 1632 г. – Жан-Батист Люли, френски композитор († 1687 г.)
- 1757 г. – Уилям Блейк, английски поет и художник († 1827 г.)
- 1792 г. – Виктор Кузен, френски философ († 1867 г.)
- 1820 г. – Фридрих Енгелс, германски философ († 1895 г.)
- 1847 г. – Тодор Кирков, български националреволюционер († 1876 г.)
- 1854 г. – Готлиб Хиберланд, германски ботаник и физиолог († 1945 г.)
- 1857 г. – Алфонсо XII, крал на Испания († 1885 г.)
- 1880 г. – Александър Блок, руски поет († 1921 г.)
- 1881 г. – Стефан Цвайг, австрийски писател († 1942 г.)
- 1887 г. – Ернст Рьом, нацистки офицер († 1934 г.)
- 1890 г. – Никола Диклич, хърватски музикант († 1964 г.)
- 1893 г. – Димитър Гичев, български политик († 1964 г.)
- 1894 г. – Аркадий Фидлер, полски писател и пътешественик († 1985 г.)
- 1906 г. – Дмитрий Лихачов, руски филолог и културолог († 1999 г.)
- 1907 г. – Алберто Моравия, италиански писател († 1990 г.)
- 1908 г. – Клод Леви-Строс, френски антрополог († 2009 г.)
- 1910 г. – Тодор Дермонски, български футболист († 1988 г.)
- 1912 г. – Иван Бъчваров, български генерал († 1966 г.)
- 1915 г. – Константин Симонов, руски писател († 1979 г.)
- 1923 г. – Петър Чолов, български професор († 2013 г.)
- 1925 г. – Мито Гановски, български художник († 2022 г.)
- 1934 г. – Гато Барбиери, аржентински саксофонист († 2016 г.)
- 1936 г. – Филип Солерс, френски писател († 2023 г.)
- 1941 г. – Ноел Клаудио Кабрера, филипински дипломат
- 1943 г. – Аврам Шарон, израелски дипломат
- 1944 г. – Дражен Цолич, хърватски дипломат
- 1945 г. – Георг Фолкерт, германски футболист († 2020 г.)
- 1947 г. – Густав Хасфорд, американски писател († 1993 г.)
- 1949 г. – Влади Киров, български сценарист († 2019 г.)
- 1949 г. – Корнелиу Вадим Тудор, румънски политик († 2015 г.)
- 1949 г. - Венцислав Стефанов Президент на ПФК Славия
- 1950 г. – Ед Харис, американски актьор
- 1950 г. – Ръсел Хълс, американски физик, Нобелов лауреат
- 1952 г. – Дейвид Зиндел, американски писател
- 1955 г. – Алесандро Алтобели, италиански футболист
- 1959 г. – Джъд Нелсън, американски актьор
- 1960 г. – Александър Алексиев - Хофарт, български художник
- 1963 г. – Мирослав Миронов, български футболист († 2014 г.)
- 1965 г. – Кирил Георгиев, български шахматист
- 1967 г. – Анна Никол Смит, американска телевизионна знаменитост († 2007 г.)
- 1968 г. – Румен Панайотов, български футболист
- 1969 г. – Николай Василев, български политик
- 1975 г. – Валерий Филипов, руски шахматист
- 1975 г. – Виктор Лукашенко, съветник в Съвета по Безопасност на Беларус, политик
- 1975 г. – Екатерина Дафовска, българска биатлонистка
- 1977 г. – Фабио Гросо, италиански футболист
- 1979 г. – Камилионер, американски рапър
- 1980 г. – Адриан Фернандес, аржентински футболист
- 1982 г. – Здравко Тодоров, български футболист
- 1983 г. – Ваня Стамболова, българска лекоатлетка
- 1983 г. – Нелсон Валдес, парагвайски футболист
- 1984 г. – Мери Елизабет Уинстед, американска актриса
- 1985 г. – Евгений Алексеев, руски шахматист
- 1988 г. – Ричи Де Лет, белгийски защитник
- 1988 г. – Сам Хюсън, английски футболист
- 1994 г. – Християна Тодорова, българска спортистка
- 1996 г. – Любомира Башева, българска актриса

## Починали
- 741 г. – Григорий III, римски папа (* ? г.)
- 1058 г. – Казимир I, полски княз (* 1016 г.)
- 1530 г. – Томас Уолси, Архиепископ на Йорк (* ок. 1470 г.)
- 1680 г. – Джовани Лоренцо Бернини, италиански скулптор и архитект (* 1598 г.)
- 1694 г. – Мацуо Башо, японски поет (* 1644 г.)
- 1859 г. – Уошингтън Ървинг, американски писател (* 1783 г.)
- 1867 г. – Джон Слоут, американски офицер (* 1781 г.)
- 1870 г. – Фредерик Базил, френски художник (* 1841 г.)
- 1887 г. – Ернст Рьом, лидер на СА (* 1934 г.)
- 1898 г. – Конрад Фердинанд Майер, швейцарски писател (* 1825 г.)
- 1907 г. – Борис Сарафов, български революционер (* 1872 г.)
- 1907 г. – Иван Гарванов, български революционер (* 1869 г.)
- 1909 г. – Йово Йованович, български революционер (* 1874 г.)
- 1912 г. – Лорентзос Мавилис, гръцки поет (* 1860 г.)
- 1935 г. – Ерих Мориц фон Хорнбостел, австрийски музиколог (* 1877 г.)
- 1938 г. – Георги Губиделников, български финансист (* 1859 г.)
- 1938 г. – Уилям Макдугъл, английски психолог (* 1871 г.)
- 1939 г. – Джеймс Нейсмит, канадски лекар, автор на правилата на баскетбола (* 1861 г.)
- 1940 г. – Николае Йорга, румънски общественик и литературовед (* 1871 г.)
- 1942 г. – Констанца Ляпчева, българска общественичка (* 1887 г.)
- 1945 г. – Дуайт Дейвис, американски политик и основател на Купа Дейвис (* 1879 г.)
- 1947 г. – Филип дьо Отклок, френски генерал (* 1902 г.)
- 1952 г. – Елена Петрович Негош, италианска кралица (* 1873 г.)
- 1954 г. – Енрико Ферми, американски и италиански физик, Нобелов лауреат през 1938 г. (* 1901 г.)
- 1962 г. – Кралица-майка Вилхелмина Нидерландска, (* 1880 г.)
- 1967 г. – Леон Мба, първият президент на Габон (* 1902 г.)
- 1968 г. – Филип Сарасин, швейцарски лекар (* 1888 г.)
- 1970 г. – Фриц фон Унру, немски писател и художник (* 1885 г.)
- 1982 г. – Елена Гръцка, кралица майка на Румъния (* 1896 г.)
- 1983 г. – Ярослав Тагамлицки, български математик (* 1917 г.)
- 1988 г. – Илия Стоилов, български общественик (* 1907 г.)
- 1992 г. – Франк Арми, американски автомобилен състезател (* 1918 г.)
- 2000 г. – Малкълм Бредбъри, британски сценарист (* 1932 г.)
- 2001 г. – Георги Рупчев, български поет (* 1957 г.)
- 2005 г. – Тони Михън, британски поп-музикант (The Shadows) (* 1943 г.)
- 2007 г. – Доньо Донев, български художник – аниматор (* 1929 г.)
- 2010 г. – Лесли Нилсен, американски актьор (* 1926 г.)
- 2021 г. – Франк Уилямс, британски мениджър на отбор от Формула 1 (* 1942 г.)

## Празници
- Албания – Ден на независимостта (от Турция, 1912 г., национален празник)
- Мавритания – Ден на независимостта (от Франция, 1960, национален празник)
- Чад – Ден на републиката (1960 г.)